# Улица Маршала Мерецкова (Москва)
Улица Ма́ршала Мерецко́ва — московская улица в районе Щукино Северо-Западного административного округа между улицами Народного Ополчения и Маршала Конева.

## Происхождение названия
В 1975 году северо-западная часть 7-й улицы Октябрьского Поля была переименована в честь К. А. Мерецкова (1897—1968) — Маршала Советского Союза, Героя Советского Союза, участника гражданской и советско-финской войн, к началу Великой Отечественной войны генерал армии. В ходе войны командовал армиями, Волховским и Карельским фронтами, с 1945 года служил на Дальнем Востоке. После войны командовал военными округами. Юго-восточная часть 7-й улицы Октябрьского Поля тогда же стала улицей Маршала Малиновского.

## Описание
Улица Маршала Мерецкова отходит слева от улицы Народного Ополчения примерно напротив улицы Маршала Малиновского и сначала петляет по городской застройке (огибает дом 45 по Народному Ополчению), затем идёт на северо-запад параллельно улице Маршала Бирюзова, пересекает улицу Маршала Соколовского и заканчивается на улице Маршала Конева. На улице сохранилась застройка 1920-х годов, которая перемежается со зданиями 1950-х годов постройки и более поздними.

## Транспорт
Маршруты общественного транспорта на улице отсутствуют. До пересечения с улицей Маршала Соколовского фактически является пешеходной.

## Примечательные здания и сооружения
по нечётной стороне:
- № 1 — кожно-венерологический диспансер № 27;

по чётной стороне:
- № 6, 8, 10, 12 — жилые дома (кон. 1940-х, архитекторы Д. Н. Чечулин, М. Г. Куповский)[1]